# 糸満市
糸満市（いとまんし、旧字体:絲滿市、沖縄語: イチュマン）は、沖縄本島の最南端に位置する沖縄県の市。沖縄戦の終戦地であり、本島最南端には平和記念資料館が設置されている。

## 概要
沿岸部の糸満地区の住民は、「サバニ」と呼ばれるくり舟に乗り南洋各地へ出漁した糸満漁民で知られ、男は追込漁、女は漁行商に従事していた。漁業以外にも、内陸部では畑作を中心とした農業、畜産も盛んである。また那覇市に近く、近年は人口が増加し、都市化が著しい。戦後出漁海域が沖縄周辺に限られたが、1982年には大型船用の糸満漁港が完成、水産加工工場を立地するなど商工業の一中心として発達している。
伝統工芸に、琉球ガラス村に代表されるガラス工芸（琉球ガラス）や漆器がある。旧暦5月4日の糸満ハーレー（市内では糸満の他に喜屋武、名城地区でも行われる。他市町村はハーリーという）船競漕の海神祭、旧暦8月15日の大綱引きは五穀豊穣・無病息災を願う行事である。
市の南部の旧三和村一帯は沖縄戦最大の激戦地で、ひめゆりの塔、健児の塔などが建立し、その周辺は沖縄戦跡国定公園に指定されている。
地名の由来については諸説ある。1649年（慶安2年）の「絵図郷村帳」、翌年の「琉球国高極帳」では「いとまむ村」と表記されており、1713年（康煕52年）の「琉球国由来記」では「糸満村」となっている。
宮良當壯は1925年（大正14年）に糸満を訪れた際に後述の玉城が挙げた「蟹」の話を聞いたが、自身はこの説は採らず、「イユ・トゥイ・アマミ」（魚捕海人部・いをとりあまべ）の約転であろうとしている。
糸満町史の編集委員である玉城貫は、第一・優れたなどの意味を持つ「イト」と海人の「アマ」を合わせた言葉で「優れた漁師」という意味だとし、その他に挙げた「井戸を掘る際に糸を食べている蟹が現れたことから」、「8人の異人が漂着した『エイトマン』から」および「糸満人の祖先は異人」、「『魚を取る人』という意味の『イヲトリアマベ』が転じたもの」などについては首肯できないとし、後の2021年2月にNHKのテレビ番組「日本人のおなまえ」で説のひとつとして紹介された「エイトマン説」については、玉城は「学問を愚弄するもの」と切り捨てている。
金関丈夫は、フィリピンからインドネシアにかけて見られる地名の命名規則（接頭語に「イ」「ディ」あるいは「ヅィ」をつけ語尾に「アン」をつける）からオーストロネシア語族の言語に由来するのではないかという説を唱えている。
伊波普猷は、「イト」は岬、「マン」は磯または干瀬の意味であろうとしている。

## 地理
島尻層群を基盤岩とし、その上を琉球石灰岩が覆うという地形構造になっており、この島尻層群と琉球石灰岩からなる地域には、断層が縦横に走り、地集の境界あるいは急崖を形成する要因となっている。また、北西部の沿岸域の中心市街地と埋立地一帯は細かい粘土や砂などの沖積層からなっている。
土壌は地質構造の影響を受けており、島尻層群からなる地域には保水性のある肥よくな灰色のジャーガルが分布し、琉球石灰岩からなる地域には保水性に乏しい赤色の島尻マージが分布している。
島尻層群がみられる北部は、緩斜面と急斜面が織り成す比較的変化のある丘陵地形となっており、東部には標高168mの与座岳がある。それに対し、琉球石灰岩で覆われている中央部から南部は、石灰岩台地の平坦面が断層によって切断された傾動地塊となっており、瓦屋根を重ねたような南に緩やかな斜面、北に断層崖を持つ台地群からなる地形。そして、摩文仁の丘からは崖下にサンゴ礁が広がり、すばらしい眺めを堪能することができる。また、北西部の沖積層からなる埋立地と市街地は、平坦な低地を形成している。
東から西へ全長約10キロメートルの報得川が市を横切って流れている。
また、市の東シナ海と面する地域付近には、西崎運動公園がある。

## 地域
もともと1町3村による合併で現在の市域となったため、4つの地域（糸満・兼城・高嶺・三和）に分かれるが、市制施行後の埋め立てで西崎や潮崎の新たな地域が誕生したため、これら埋立地域を糸満地域に入れる場合もある。また合併前の旧糸満町（糸満地域）がもともと兼城村から分離したため、地理的に近い西崎も加え兼城と糸満を1つの地域にすることもある。さらに、三和地域は戦後に真壁・摩文仁・喜屋武の3村の合併にできたため、場合によっては戦前の旧村単位に分けることもある。
住居表示は2000年以前に市制施行した沖縄本島内の市ではうるま市の旧具志川市同様（旧石川市では半分近く実施されている。なお2000年以降に市制施行した豊見城市や南城市ではすべて未実施）あまり行われていない（実施されているのは西崎の一部と西川町のみで1994年の1回のみ）。特に糸満地域は字糸満の番地が2400番台まであり、市街地であるため番地が1つ違うだけで場所が違うところもあるため、合併前の旧糸満町時代から8つの区（南・前端・新川・新島・新屋敷・上之平・西・町端）に分かれて地域活動しているものの、沖縄本島で同じ市街地形成で実施に積極的だった名護市の字名護・宮里地域とは違い、全く未実施である（土地区画整理が今でも行われているため、実施する状況には至っていない）。
原則的に小・中学校の校区は市街地である糸満・西崎・潮崎地区を除き、旧村単位の地域ごとに分かれているが市街地に近い照屋や真栄里、一部の集落では地理的関係から番地によって近い学校に通学させるところもある。

### 糸満・西崎・潮崎地域

#### 糸満地域
糸満（いとまん） 便宜上地域名に加えて1-8区と数字で呼ぶこともある。
- 南（みなみ）区（1区）
- 前端（まえばた）区（2区）
- 新川（あらかわ）区（3区）
- 新島（にいじま）区（4区）
- 新屋敷（しんやしき）区（5区）
- 上之平（うえのひら）区（6区）
- 西（にし）区（7区）
- 町端（まちばた）区（8区）
- 西川町（にしかわちょう） 1994年、住居表示により発足（実施前は糸満の西川区。合併後の埋め立てで誕生した）

#### 西崎地域
西崎と西崎町に分かれているが、住居表示実施で「町」が取れているだけで基本的に同一地域であり、かつては郵便番号も西崎の「901-0305」と書けば西崎町でも届いたが2009年に西崎町のみ「901-0306」に変更された。
1丁目は1976年、2～3丁目は1981年、4丁目は1983年、5丁目は1984年発足。このうち1～2丁目の大半が1994年に住居表示実施された。なお、6丁目は2丁目の一部が独立した物であり、この時に完全に新設された。
- 西崎（にしざき）1丁目・2丁目・6丁目（住居表示実施地区。郵便番号は901-0305）
- 西崎町（にしざきちょう）1-5丁目（住居表示未実施。なお1丁目は糸満漁港北地区のみ、2丁目はごく一部分のみ。郵便番号は901-0306）

#### 潮崎地域
1995年に埋立事業着手し、それ以後に町名設置が行われたものと思われるが、具体的な時期は不詳。
- 潮崎町（しおざきちょう）1-4丁目（住居表示未実施）

### 兼城地域
- 阿波根（あはごん）
- 賀数（かかず）
- 兼城（かねぐすく）
- 北波平（きたなみひら） - もともとは波平だったが米須地域の波平（現・南波平）と区別するため1963年に改称。
- 座波（ざは）
- 潮平（しおひら） - 今帰仁按司の子孫が製塩を営んでいたことに由来するといわれている
- 武富（たけとみ）
- 照屋（てるや） - 合併後は字糸満に隣接するため糸満地域に組み込まれることが多い（学校の通学区は大半が糸満地域内、残りは高嶺地域内）

### 高嶺地域
- 大里（おおざと）
- 国吉（くによし）
- 豊原（とよはら） - 1961年、与座より独立。
- 真栄里（まえざと） - かつて兼城間切に属している時もあった。現在は北側部分が実質糸満地域に組み込まれている（学校の通学区が糸満地域であるため）。
- 与座（よざ）

### 三和地域

#### 真壁地域
- 新垣（あらかき）
- 伊敷（いしき）
- 糸洲（いとす）
- 宇江城（うえぐすく）
- 小波蔵（こはぐら）
- 名城（なしろ）
- 真栄平（まえひら）
- 真壁（まかべ）

#### 喜屋武地域
- 喜屋武（きゃん）
- 束里（つかざと） - もともと束辺名と上里が合併してできた集落であるため、行政区としては2区に分かれる。
  - 束辺名（つかへな）区
  - 上里（うえざと）区
- 福地（ふくぢ）
- 山城（やまぐすく）

#### 米須（旧摩文仁村）地域
- 伊原（いはら）
- 大度（おおど） - 1946年、小渡より改称。
- 米須（こめす）
- 摩文仁（まぶに）
- 南波平（みなみなみひら） - もともとは波平だったが兼城地域の波平（現・北波平）と区別するため1963年に改称。

### 人口
| |                                        |  |
| 糸満市と全国の年齢別人口分布（2005年） | 糸満市の年齢・男女別人口分布（2005年） |  |
| ■紫色 ― 糸満市 ■緑色 ― 日本全国 | ■青色 ― 男性 ■赤色 ― 女性              |  |
| 糸満市（に相当する地域）の人口の推移 \| 1970年（昭和45年） \| 34,083人 \| \| \| 1975年（昭和50年） \| 39,363人 \| \| \| 1980年（昭和55年） \| 42,239人 \| \| \| 1985年（昭和60年） \| 45,921人 \| \| \| 1990年（平成2年） \| 49,636人 \| \| \| 1995年（平成7年） \| 53,496人 \| \| \| 2000年（平成12年） \| 54,974人 \| \| \| 2005年（平成17年） \| 55,816人 \| \| \| 2010年（平成22年） \| 57,320人 \| \| \| 2015年（平成27年） \| 58,547人 \| \| \| 2020年（令和2年） \| 61,007人 \| \| |                                        |  |
| 総務省統計局 国勢調査より |                                        |  |
| 1970年（昭和45年） | 34,083人                               |  |
| 1975年（昭和50年） | 39,363人                               |  |
| 1980年（昭和55年） | 42,239人                               |  |
| 1985年（昭和60年） | 45,921人                               |  |
| 1990年（平成2年） | 49,636人                               |  |
| 1995年（平成7年） | 53,496人                               |  |
| 2000年（平成12年） | 54,974人                               |  |
| 2005年（平成17年） | 55,816人                               |  |
| 2010年（平成22年） | 57,320人                               |  |
| 2015年（平成27年） | 58,547人                               |  |
| 2020年（令和2年） | 61,007人                               |  |

## 歴史
- 1908年（明治41年） 島嶼町村制により島尻郡にて兼城（かねぐすく）・高嶺（たかみね）・真壁（まかべ）・喜屋武（きゃん）・摩文仁（まぶに）の5間切がそれぞれ村となり、兼城間切糸満村が分離して糸満町となる。
- 1920年（大正9年）5月1日　 糸満馬車軌道が垣花 - 糸満間の全線開業を行った（1939年に廃止）。
- 1923年（大正12年）7月11日　沖縄県営鉄道が糸満線を開業した。（1945年に沖縄戦による破壊で消滅）。
- 1945年（昭和20年） 終戦に伴い地方行政緊急措置要綱に基づいて一時的に「糸満市」が発足。同年中に廃止され「糸満町」に戻る。
- 1946年（昭和21年） 真壁・喜屋武・摩文仁の3村が合併し三和（みわ）村となる。
- 1961年（昭和36年）10月1日 （旧）糸満町・兼城村・高嶺村・三和村が合併し（新）糸満町となる（町役所は旧糸満町役所におかれ、あとの旧3村の役所は支所となったが数年以内で廃止された）。
- 1965年（昭和40年）10月1日 南部一帯（旧高嶺村南部・旧三和村）が沖縄戦跡政府立公園に指定される（1972年の本土復帰後沖縄戦跡国定公園に）。
- 1971年（昭和46年）12月1日 市制施行、糸満市となる。
- 1974年（昭和49年） 市立中央公民館が完成。
- 1975年（昭和50年） 沖縄平和祈念資料館が開館（2000年にリニューアル）。
- 1978年（昭和53年）10月1日 平和祈念堂が完成。
- 1982年（昭和57年） 真栄里に県立南部病院、市救急診療所、市社会福祉センターが完成（救急診療所は2002年に廃止、南部病院は2006年に県から民間の医療法人に管理を移譲）。
- 1984年（昭和59年）6月19日 大規模な埋立地（西崎地域）が竣工。
- 1989年（平成元年）2月 プロ野球オリックスが市内で春季キャンプ開始（1992年まで、1990年にはオープン戦も開催）。
- 1991年（平成3年）8月21日 第73回全国高校野球（甲子園）県代表で市内の沖縄水産高校が2年連続で準優勝を果たした（高校野球で連続準優勝の記録はこの大会だけである。）。
- 1993年（平成5年）4月25日 第44回全国植樹祭が市内山城で開催（現在は平和創造の森公園として整備）。
- 1995年（平成7年）6月23日　沖縄戦跡国定公園内に平和の礎が完成した。
- 1997年（平成9年）4月1日 市内初のコミュニティFMとなるいとまんコミュニティエフエム放送（FMたまん）が開局。
- 1997年（平成9年）7月 中央図書館が開館。
- 2002年（平成14年）5月 市庁舎が現在の潮崎町に移転。
- 2005年（平成17年） 糸満観光農園が開園（市が半分出資する第三セクター）。
- 2006年（平成18年）4月 県農業試験場が那覇市首里崎山町から真壁に移転、県農業研究センターに改称された。
- 2014年（平成26年）6月 慢性的な経営不振だった糸満観光農園が解散となり、今後は民間企業が運営する方向になった[8]。
- 2015年（平成27年）10月30日  株式会社うちなーファームによって糸満観光農園が「うちなーファーム」としてリニューアルオープン。
- 2020年（令和2年）7月11日 糸満市の漁労文化の中心地にあった糸満市公設市場の跡地に糸満市場（いちまんまちぐゎー）いとま～るがグランドオープン [9]
- 2021年（令和3年）9月26日 糸満市のヒーロー「イトマンマン」が誕生した。
- 2022年（令和4年）4月23日　糸満市観光文化交流拠点施設「シャボン玉石けんくくる糸満」がオープン。

## 行政
- 市長：當銘真栄（2020年7月6日就任、2期目[10]）
- 副市長：神谷和男（かみや かずお）

### 歴代市長
特記なき場合「平成28年版 第9回統計いとまん」による。
| 代 | 氏名     | 就任                       | 退任                       | 備考         |
| -- | -------- | -------------------------- | -------------------------- | ------------ |
| 1  | 伊敷喜蔵 | 1971年（昭和46年）12月1日  | 1977年（昭和52年）11月25日 | 早期辞職     |
| 2  | 上原重蔵 | 1977年（昭和52年）11月26日 | 1980年（昭和55年）5月19日  | 在任中に死去 |
| 3  | 下門律善 | 1980年（昭和55年）7月6日   | 1988年（昭和63年）7月5日   |              |
| 4  | 上原宜成 | 1988年（昭和63年）7月6日   | 1996年（平成8年）7月5日    |              |
| 5  | 上原博   | 1996年（平成8年）7月6日    | 2000年（平成12年）7月5日   |              |
| 6  | 山里朝盛 | 2000年（平成12年）7月6日   | 2004年（平成16年）7月5日   |              |
| 7  | 西平賀雄 | 2004年（平成16年）7月6日   | 2008年（平成20年）7月5日   |              |
| 8  | 上原裕常 | 2008年（平成20年）7月6日   | 2016年（平成28年）7月5日   |              |
| 9  | 上原昭   | 2016年（平成28年）7月6日   | 2020年（令和2年）7月5日    |              |
| 10 | 當銘真栄 | 2020年（令和2年）7月6日    | 現職                       |              |

## 議会

### 糸満市議会
（令和2年10月1日現在）
- 議員定数：21
- 任期：平成29年12月2日～令和3年12月2日
- 議長：太田守（無所属・結びの会）
- 副議長：金城敦（無所属・新政クラブ）
- 党派別構成
  - 公明党：2人
  - 日本共産党：2人
  - 社会民主党：1人
  - 無所属：16人
- 会派別構成
  - 新風会：2人
  - 糸翔クラブ：4人
  - 新政クラブ：2人
  - 兼城クラブ：2人
  - 日本共産党：2人
  - 結びの会：2人
  - 南風の会：2人
  - 公明党：2人
  - 未来会：2人
  - なし　：1人

参照：“議員名簿一覧 糸満市”.   糸満市. 2020年10月1日閲覧。

### 衆議院
- 選挙区：沖縄4区（石垣市、糸満市、豊見城市、宮古島市、南城市、島尻郡（与那原町、南風原町、八重瀬町）、宮古郡、八重山郡）
- 任期：2021年10月31日 - 2025年10月30日
- 投票日：2021年10月31日
- 当日有権者数：295,455人
- 投票率：55.05％

| 当落 | 候補者名   | 年齢 | 所属党派   | 新旧別 | 得票数   | 重複 |
| ---- | ---------- | ---- | ---------- | ------ | -------- | ---- |
| 当   | 西銘恒三郎 | 67   | 自由民主党 | 前     | 87,671票 | ○    |
|      | 金城徹     | 68   | 立憲民主党 | 新     | 72,031票 | ○    |

## 警察・消防

### 警察
- 糸満警察署

### 消防
- 糸満市消防本部

## 産業

### 農業
- 県農業研究センター（2006年4月に那覇市首里崎山町にあった県農業試験場が移転し名称変更）
- 糸満観光農園

### 水産業
- 糸満漁港
- おさかなセンター
- 県水産海洋技術センター

### 郵便
- 糸満郵便局（集配局）

- 潮平郵便局
- 糸満西崎郵便局

- 兼城郵便局
- 高嶺郵便局

- 三和郵便局
- 喜屋武郵便局

- 糸満新島郵便局
- 米須簡易郵便局

## 交通

### 路線バス
琉球バス交通・沖縄バス・那覇バスおよび東京バスが運行している。
- 琉球バス交通 - 糸満バスターミナルを中心にした路線網を持つ。主に国道331号を通り豊見城市を経由して那覇市中心部の那覇バスターミナルと糸満市を結ぶ路線（89番・糸満(高良)線）を沖縄バスと共同運行するほか、那覇空港との直通便、糸満市南部の地域と市中心部を結ぶ南部支線を運行する。
- 沖縄バス - 糸満バスターミナルを中心にした路線網を持つ。那覇市と糸満市を結ぶ複数の系統の路線を運行しており、琉球バス交通と共同運行の89番・糸満(高良)線と、自社単独運行の八重瀬町経由の路線がある。那覇新都心発着の路線や、浦添市まで直通する路線もある。また、糸満市と与那原町・南城市を結ぶ路線（36番・糸満新里線）もある。
- 那覇バス - 糸満バスターミナルとは別の場所にある自社の糸満営業所と那覇バスターミナルを結ぶ路線を運行する（446番・那覇糸満線、豊見城市経由）[注 1]。
- 東京バス - 2020年に沖縄本島での営業を開始。国際通り入口・那覇空港との直通バスを運行する。

東京バスを除く3社の一般路線全路線が市中心部の糸満ロータリーバス停を経由する。
| 那覇市と糸満市を結ぶ路線（琉球バス交通・沖縄バスの終点は糸満バスターミナル、那覇バスの終点は糸満営業所、東京バスの終点は琉球ホテル＆リゾート名城ビーチ） | 那覇市と糸満市を結ぶ路線（琉球バス交通・沖縄バスの終点は糸満バスターミナル、那覇バスの終点は糸満営業所、東京バスの終点は琉球ホテル＆リゾート名城ビーチ） | 那覇市と糸満市を結ぶ路線（琉球バス交通・沖縄バスの終点は糸満バスターミナル、那覇バスの終点は糸満営業所、東京バスの終点は琉球ホテル＆リゾート名城ビーチ） | 那覇市と糸満市を結ぶ路線（琉球バス交通・沖縄バスの終点は糸満バスターミナル、那覇バスの終点は糸満営業所、東京バスの終点は琉球ホテル＆リゾート名城ビーチ） | 那覇市と糸満市を結ぶ路線（琉球バス交通・沖縄バスの終点は糸満バスターミナル、那覇バスの終点は糸満営業所、東京バスの終点は琉球ホテル＆リゾート名城ビーチ） | 那覇市と糸満市を結ぶ路線（琉球バス交通・沖縄バスの終点は糸満バスターミナル、那覇バスの終点は糸満営業所、東京バスの終点は琉球ホテル＆リゾート名城ビーチ） |
| 番号 | 路線名 | 運行会社 | 起点 | 市町村 | 糸満市内の主な経由地 |
| --- | --- | --- | --- | --- | --- |
| 34 | 東風平線 | 沖縄バス | 那覇バスターミナル | 那覇市 - 南風原町 - 八重瀬町 - 糸満市 | 与座、照屋、糸満ロータリー |
| 35 | 志多伯線 | 沖縄バス | 那覇バスターミナル | 那覇市 - 南風原町 - 八重瀬町 - 糸満市 | 賀数、照屋、糸満ロータリー |
| 89 | 糸満（高良）線 | 琉球バス交通 沖縄バス | 那覇バスターミナル | 那覇市 - 豊見城市 - 糸満市 | 阿波根、西崎（一部）、糸満ロータリー |
| 189 | 糸満空港線 | 琉球バス交通 | 那覇空港 | 那覇市 - 豊見城市 - 糸満市 | 道の駅いとまん、糸満ロータリー |
| 200 | 糸満おもろまち線 | 沖縄バス | おもろまち駅前広場 | 那覇市 - 南風原町 - 八重瀬町 - 糸満市 | 賀数、照屋、糸満ロータリー |
| 235 | 志多伯おもろまち線 | 沖縄バス | おもろまち駅前広場 | 那覇市 - 南風原町 - 八重瀬町 - 糸満市 | 賀数、照屋、糸満ロータリー |
| 334 | 国立劇場おきなわ線 | 沖縄バス | サンエーパルコシティ前 | 浦添市 - 那覇市 - 南風原町 - 八重瀬町 - 糸満市 | 与座、照屋、糸満ロータリー |
| 446 | 那覇糸満線 | 那覇バス | 那覇バスターミナル | 那覇市 - 豊見城市 - 糸満市 | 武富、賀数、座波、照屋、糸満ロータリー |
| TK01 | ハーレーエクスプレス | 東京バス | 国際通り入口 | 那覇市 - （豊見城市：停車地なし） - 糸満市 | 道の駅いとまん、糸満市役所 |
| TK02 | ウミカジライナー | 東京バス | 国際通り入口 | 那覇市 - 豊見城市 - 糸満市 | 道の駅いとまん、サザンビーチホテル＆リゾート沖縄、糸満市役所                                                                                             |
| TK03 | 琉球ホテルエアポートリムジン | 東京バス | 那覇空港 | 那覇市 - （豊見城市：停車地なし） - 糸満市 | （琉球ホテル＆リゾート名城ビーチ のみ） |
| 南城市と糸満市を結ぶ路線（起点は糸満バスターミナル） | | | | | |
| 番号 | 路線名 | 運行会社 | 終点 | 市町村 | 糸満市内の主な経由地 |
| 36 | 糸満 - 新里線 | 沖縄バス | 南城市役所 | 糸満市 - 八重瀬町 - 南城市 - 与那原町 - 南城市 | 糸満ロータリー、照屋、与座 |
| 南部支線（起点は糸満バスターミナル） | | | | | |
| 番号 | 路線名 | 運行会社 | 終点 | 市町村 | 糸満市内の主な経由地 |
| 81 | 西崎・向陽高校線 | 琉球バス交通 | 玉泉洞前 | 糸満市 - 八重瀬町 - 南城市 | 糸満ロータリー、照屋、真栄平 |
| 82 | 玉泉洞糸満線 | 琉球バス交通 | 玉泉洞前 | 糸満市 - 八重瀬町 - 南城市 | 糸満ロータリー、ひめゆりの塔、平和祈念堂入口 |
| 107 | 南部循環（真壁）線 | 琉球バス交通 | 糸満バスターミナル | 糸満市 | 糸満ロータリー、真壁、ひめゆりの塔、喜屋武、西崎 |
| 108 | 南部循環（喜屋武）線 | 琉球バス交通 | 糸満バスターミナル | 糸満市 | 糸満ロータリー、西崎、喜屋武、ひめゆりの塔、真壁 |

### デマンドバス・コミュニティバス
デマンドバスの「いとちゃんmini」、コミュニティバスの「いとちゃんmini国吉線」がある。いずれも美ら島観光バスが運行する。
- 「いとちゃんmini」は予約制。市内約160か所にある停留所のうち任意の2か所相互間で利用可能で、事前登録が不要であり観光客など外部者の利用も可能。運行時間は9時から17時まで。2021年9月30日まで実証運行し、同年10月1日より本格運行の予定。
- 「いとちゃんmini国吉線」は定時定路線型・予約不要。平日朝のみ運行で、真栄里・国吉・高嶺・照屋地区を循環する。

### 道路

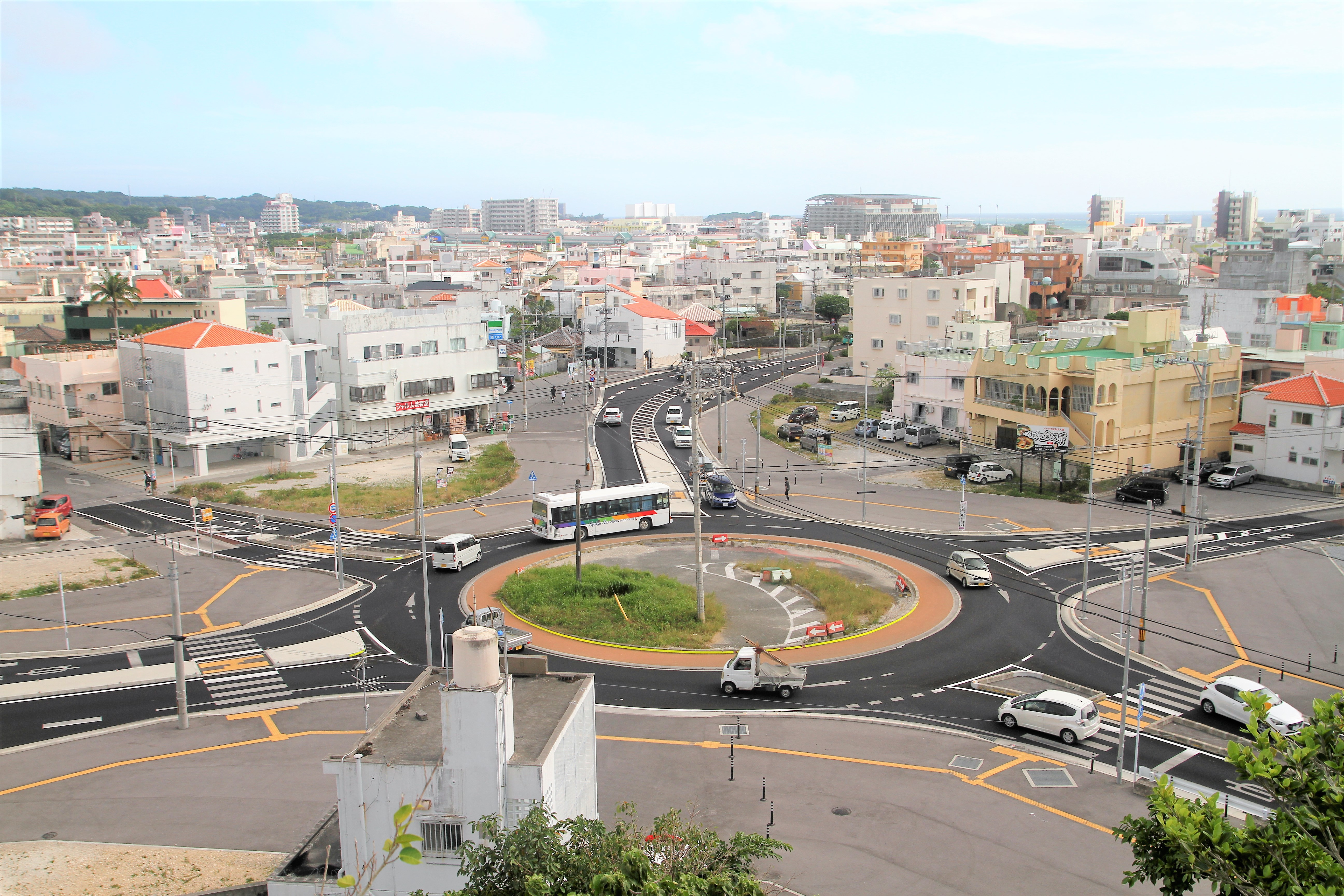
糸満ロータリー
（沖縄県道77号・256号交差点）

#### 一般国道
- 国道331号
  - 沖縄西海岸道路(豊見城道路・糸満道路)
  - 名城バイパス
- 国道507号 - 政令上の起点となっているだけで実際は全線国道331号と重複

#### 主要地方道
- 沖縄県道77号糸満与那原線
  - 糸満ロータリー
- 沖縄県道82号那覇糸満線
  - 阿波根交差点
- 沖縄県道7号奥武山米須線
  - 賀数交差点
  - 照屋交差点

#### 一般県道
- 沖縄県道3号線
- 沖縄県道52号線
- 沖縄県道54号線
- 沖縄県道134号線
- 沖縄県道223号魂魄之塔線
- 沖縄県道250号糸満具志頭線
- 沖縄県道256号豊見城糸満線（豊見城道路・糸満道路開通前の旧国道331号）
  - 兼城交差点

#### 道の駅
- 道の駅いとまん（国道331号）

## インフラストラクチャー整備

### 上水道
那覇市などの他の自治体と同じく、1987年以降、水道水は全て沖縄県企業局からの受水で賄われており、配水管以外で糸満市固有の施設としては各所に配水池（タンク）とポンプ場を持つのみである。また、市内全域への完全給水が成されたのは2008年12月となっている。
かつては水源や上水道も市内で賄っていたが、市政に移行後しばらくの間は既存の井戸や湧水、雨水もしくは簡易水道などによる供給が続いていた。1967年にようやく本格的な事業化に着手、1970年より給水が開始された。集団赤痢や度重なる断水に苦労しながらも、徐々に水利は充実し、2009年現在、1999年の台風による停電による障害以降、水道部の年表においては特筆すべき障害は見られない。
管轄は糸満市水道部。基本料金は家庭用としては8m3まで1,131円、それ以降は20m3までは1m3あたり226円(2009年現在)。イメージキャラクターは「メーターくん」である。

## 隣接している自治体
- 豊見城市（2002年3月まで豊見城村）
- 八重瀬町（2005年まで東風平町・具志頭村）

## 学校

### 高等学校
- 沖縄県立糸満高等学校
- 沖縄県立沖縄水産高等学校

### 中学校
- 糸満市立糸満中学校
- 糸満市立兼城中学校
- 糸満市立高嶺中学校
- 糸満市立西崎中学校
- 糸満市立三和中学校
- 糸満市立潮平中学校

### 小学校
- 糸満市立糸満小学校
- 糸満市立糸満南小学校
- 糸満市立兼城小学校
- 糸満市立喜屋武小学校
- 糸満市立光洋小学校
- 糸満市立米須小学校
- 糸満市立潮平小学校
- 糸満市立高嶺小学校
- 糸満市立西崎小学校
- 糸満市立真壁小学校

### その他
- 沖縄県立西崎特別支援学校

## 健康

### 医療
真栄里にあった沖縄県立南部病院は財政難や沖縄県立南部医療センター・こども医療センターの新設に伴い、民間に経営を移譲し医療法人友愛会 南部病院となったが、2020年8月に豊見城市上田の豊見城中央病院跡地へ移転し名称を「豊見城中央病院」へ変更した。
- 医療法人陽和会 南山病院（字賀数406-1）
- 医療法人以和貴会 西崎病院（字座波371-1）
- 医療法人福和会 白銀病院（字糸満204-1-5）
- 南部クリニック（西崎町５丁目８−４）

## 名所・旧跡・観光スポット

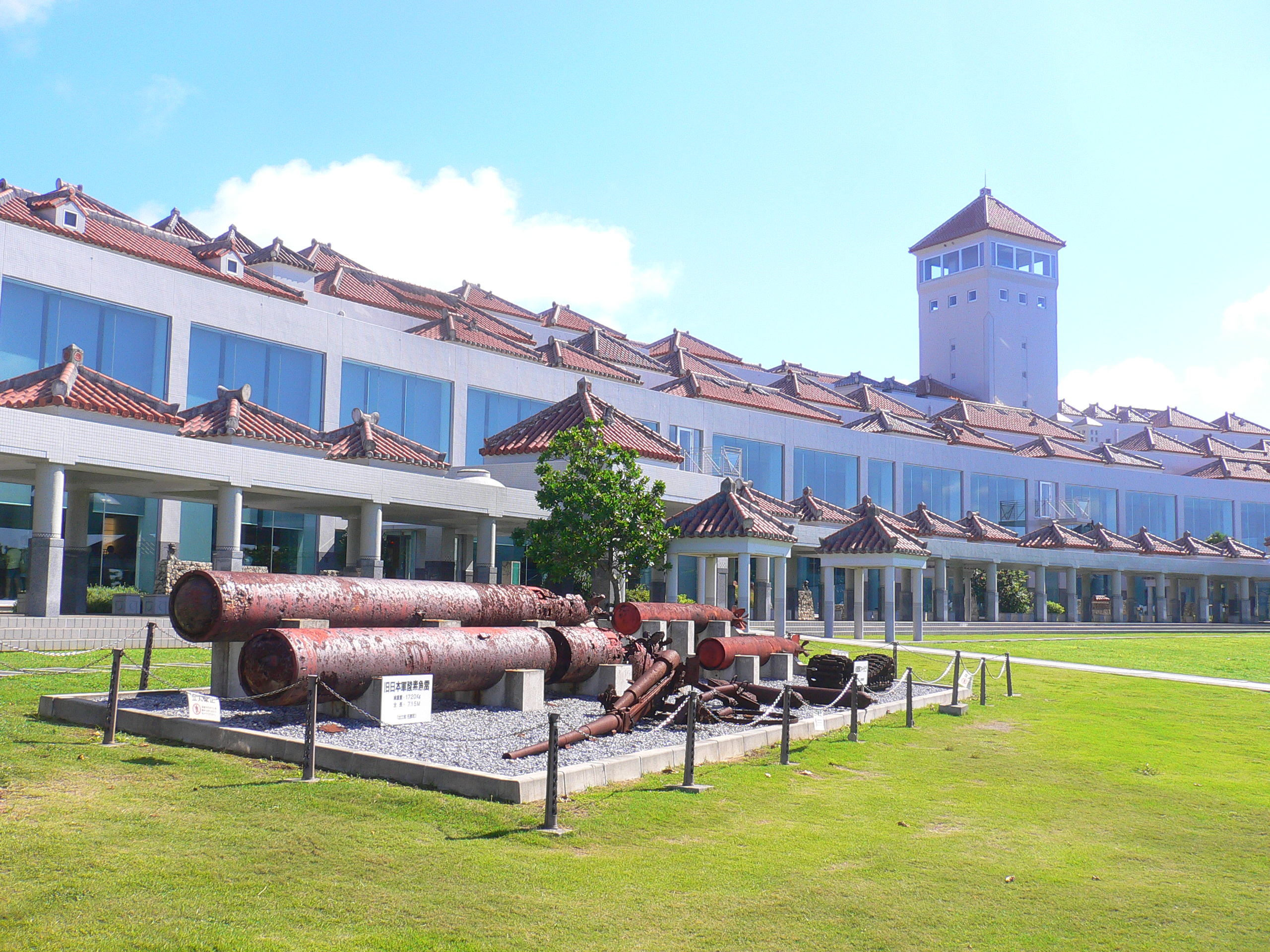
沖縄県平和祈念資料館

### 沖縄戦関連
- 沖縄戦跡国定公園 - 沖縄平和祈念公園、糸満市米須霊域
- ひめゆりの塔
- 南北之塔
- 沖縄陸軍病院之塔
- 萬華之塔
- バックナー中将戦死之跡
- 喜屋武岬
- 真栄里アミヤ原の特攻艇掩体壕
- クラガー
- 白梅之塔
- 轟壕
- 魂魄の塔
- 山形の塔
- 満霊之塔

### 三山時代関連
- 南山城跡
- 嘉手志川（かでしがー）
- 真壁公園－三山時代の南山城の出城の真壁グスク跡
- 山巓毛
- 具志川城跡

### その他
- 照屋の石獅子
- 白銀堂
- 浄土寺
- バクダンおにぎり

## 姉妹都市・友好都市

### 姉妹都市
- 宮崎県都農町 -1993年（平成5年）12月1日盟約

### 友好都市
- 北海道網走市 -2001年（平成13年）2月5日盟約
- 神奈川県厚木市 -2018年（平成30年）8月4日盟約[17][18]

### 日本国外
- アメリカ合衆国・カリフォルニア州レドンドビーチ - 2013年（平成25年）3月締結

## 著名な出身者
- 新屋行裕（かりゆし58 のメンバー。ギター担当）
- 中村洋貴（同上。ドラム担当）
- 宮平直樹（同上。ギター担当）
- 栽弘義（高校野球指導者）
- 宮國椋丞（プロ野球選手・横浜DeNAベイスターズ）
- 徳元敏（元プロ野球選手・東北楽天ゴールデンイーグルス）
- 稲嶺誉（元プロ野球選手・福岡ソフトバンクホークス）
- 徳元悠平（プロサッカー選手・ファジアーノ岡山）
- 上良潤起（プロバスケットボール選手）
- 玉城美香（パーソナリティ）
- SASSY （HIGH and MIGHTY COLOR のリーダー。ドラム担当）
- 金城奈々絵（ラジオ沖縄アナウンサー）
- 川満アンリ（タレント）
- 黒島結菜（女優）[19]
- 佐藤さくら（グラビアアイドル）
- 當銘孝仁（カヌー選手）
- GACKT（俳優、シンガーソングライター、声優、実業家）[20]